# تيليفوس
في الأساطير اليونانية تيليفوس؛ (باليونانية: Τήλεφος، Tēlephos، «بعيد السطوع») هو ابن هيركليس (هرقل) وأوغ، التي كانت ابنة الملك أليوس من تاجيا. جرى تبنيه من قبل تيوثراس ملك ميسيا في آسيا الصغرى، وقد خلفه كملك. أصيب تيليفوس من قبل آخيل عندما جاء الآخانيون إلى مملكته في طريقهم لنهب طروادة وإعادة هيلين إلى أسبرطة، ثم شفاه آخيل لاحقًا. وتيليفوس هو والد يوريبيلوس، الذي قاتل إلى جانب الطرواديين ضد الإغريق في حرب طروادة. كانت قصة تيليفوس شائعة في الأيقونات والمآسي اليونانية والرومانية القديمة. وربما اشتق اسم تيليفوس وأساطيره من الإله الحيثي تيلبينو.

## من مولده حتى شبابه

### ملخص
كانت أوغ والدة تيليفوس ابنة أليوس ملك تاجيا، وهي مدينة في أركاديا في بيلوبونيز في البر الرئيسي لليونان. وكان والده هيركليس الذي أغوى أو اغتصب أوغ كاهنة أثينا. وعندما اكتشف أليوس ذلك حاول التخلص من الأم والطفل، ولكن انتهى بهما المطاف في آسيا الصغرى في بلاط تيوثراس ملك ميسيا، حيث جرى تبني تيليفوس وريثًا للملك الذي لم ينجب أطفالًا.
كانت هناك ثلاث روايات حول كيف أصبح تيليفوس ابن أميرة أركادية وريثًا لملك ميسيا. في أقدم رواية موجودة ذهبت أوغ إلى ميسيا وتربت كابنة لتيوثراس وولد تيليفوس هناك. وفي بعض الروايات وصل تيليفوس إلى ميسيا وهو رضيع مع والدته، حيث تزوج تيوثراس بأوغ وتبنى تيليفوس. وفي قصص أخرى تصل أوغ (بطرق مختلفة) إلى بلاط ميسيا حيث أصبحت زوجة للملك مرة أخرى، ويترك تيليفوس بدلًا من ذلك في أركاديا، بعد أن جرى التخلي عنه على جبل بارثينون، إما من قبل أليوس أو من قبل أوغ عندما ولدته أثناء أخذ نوبليوس لها إلى البحر لتغرق. وقد أرضعته غزالة ووجده الملك كوريثوس أو أحد رعيانه. وفي سعيه لمعرفة والدته، استشار تيليفوس عرافة دلفي التي وجهته إلى ميسيا، حيث جرى لم شمله مع أوغ وتبناه تيوثراس.